# Miles Straume
Miles Straume est un personnage fictif du feuilleton télévisé Lost : Les Disparus. Il est interprété par l'acteur Ken Leung. 
Le personnage de Miles est introduit au début de la quatrième saison. Miles est un médium envoyé sur l'île par Charles Widmore à bord d'un cargo pour retrouver Benjamin Linus. Lorsqu'il arrive sur l'île, il est capturé par John Locke qui soupçonne l'équipage du cargo de vouloir nuire aux survivants du vol Oceanic 815 et exposer l'île au grand public. Il est révélé par la suite que Miles est originaire de l'île où son père faisait partie du Projet Dharma.

## Biographie fictive

### Avant son arrivée sur l'île
Miles est né en avril 1977 sur l'île. Alors qu'il n'a que quatre mois, son père, Pierre Chang, oblige sa mère Lara de quitter l'île avec leur enfant. Il vit alors avec sa mère à Encino, en Californie, qui lui raconte que son père est mort et qu'il ne se souciait pas d'eux de son vivant. À sept ans, Miles découvre qu'il peut entendre les dernières pensées de ceux qui sont morts. Il devient un médium professionnel et développe ses capacités afin qu'il puisse accéder à des informations spécifiques de la personne décédée et peut parfois communiquer même quand un cadavre n'est pas présent. 
Au début de décembre 2004, Miles est engagé pour 1,6 million de dollars par Charles Widmore pour aller sur un cargo appelé le Kahana afin de se rendre sur une île pour récupérer Benjamin Linus, Widmore estimant que Miles est capable de communiquer avec ceux qu'il a tué et ainsi obtenir des informations sur le lieu où il se trouve. Avant son départ, Miles est brièvement enlevé par Bram et son équipe. Bram prétend avoir des informations sur le père de Miles et cherche à le convaincre de le rejoindre mais il refuse.

### Sur l'île
Le 21 décembre 2004, Miles arrive sur l'île en parachute, après avoir sauté d'un hélicoptère avec les trois autres membres de son équipe. Le lendemain, Miles rencontre des survivants du vol Oceanic 815. Hostile et méfiant envers les survivants après la mort de sa collègue Naomi, Miles est ensuite fait prisonnier par Locke dans un hangar à bateaux près des baraquements. Le lendemain, Miles s'évade temporairement pour parler avec Ben, également prisonnier. Miles propose à Ben de dire à Widmore qu'il est mort en échange de 3,2 millions de dollars, soit le double de Widmore. Les baraquements sont attaqués le 27 décembre par une équipe de mercenaires du cargo. Miles rejoint la plage avec Sawyer et Aaron, après la disparition de Claire. Miles arrive au camp des survivants le 30 décembre, peu avant l'explosion du cargo et la mort des mercenaires, tué par les « Autres » sous la direction de Ben. Le même jour, Ben déplace l'île à travers l'espace-temps.
Les survivants restés sur l'île se déplacent aléatoirement à travers le temps jusqu'à ce que Locke déplace à nouveau l'île. Les derniers survivants s'installent en 1974 ; Miles, Faraday, Juliet, Sawyer et Jin intègrent le Projet Dharma tandis que Rose, Bernard et Vincent, le chien, s'installent dans la jungle. Miles devient alors agent de sécurité. Il découvre que sa mère et son père vivent sur l'île et font partie du Projet mais Miles évite tout contact avec son père. En juillet 1977, quatre survivants du vol 815 qui avaient été secourus près de trois ans plus tôt arrivent sur l'île après avoir été déplacés dans l'espace-temps avant que le vol Ajira 316 atterrisse sur l'île de l'Hydre en 2007. Jack, Kate et Hurley intègrent alors le Projet Dharma tandis que Sayid est fait prisonnier. Trois jours plus tard, ils sont identifiés comme étant des intrus. Le lendemain, Miles annonce à Chang qu'ils viennent bien du futur dans le but d'éviter une catastrophe qui doit survenir au site de construction de la station « Le Cygne », station de l'île prévue pour étudier l'électromagnétisme. Il demande à Chang d'évacuer l'île de son personnel non essentiel, ce qu'il fait, ordonnant à sa femme et son bébé de le quitter, peu de temps après avoir appris que Miles est son fils. Faraday émet l'hypothèse que si la bombe à hydrogène enterrée sur l'île fait exploser le site, il pourra modifier le futur en empêchant le vol Oceanic 815 de s'écraser. Lorsque la poche d'énergie électromagnétique est percée, le bras de Pierre Chang est pris dans les débris et Miles se précipite à ses côtés, le sauve et l'appelle « papa ». Peu après, la bombe explose.
Miles retourne en 2007 avec les autres survivants. Quand Kate, Jack, Hurley et Jin se rendent au temple pour sauver Sayid, Sawyer demande à Miles de rester avec lui pour l'aider à enterrer Juliet, maintenant décédée, et d'utiliser son pouvoir pour découvrir ce qu'elle essayait de lui dire avant de mourir. Il accepte à contrecœur, et après quelques secondes, il dit à Sawyer « Ça a marché ». Lui et Sawyer sont capturés peu après par les « Autres » et emmenés au temple. Plus tard, une nuit, l'homme en noir, sous la forme du monstre de fumée, ravage le temple, tuant toutes les personnes se trouvant sur son chemin. Miles s'en sort en s'échappant par un passage secret avec Ilana, Frank, Sun et Ben. Miles utilise ensuite son don de médium pour découvrir comment Jacob est mort, et révèle à Ilana que Ben l'a tué. Quelques jours plus tard, après que Hurley, Jack et Richard les ont rejoints au camp des survivants du vol Oceanic 815, Richard décide d'empêcher l'homme en noir de quitter l'île en détruisant l'avion du vol Ajira 316, situé sur l'île de l'Hydre. Cependant, Hurley détruit la dynamite restante, située dans le Rocher Noir. Le groupe se scinde alors en deux : un groupe dirigé par Hurley ira parler à l'homme en noir tandis que l'autre dirigé par Richard va rechercher d'autres d'explosifs. Miles décide de suivre Richard et Ben. Miles, Richard, et Ben vont aux baraquements pour obtenir du C-4 que Ben avait secrètement gardé dans son cabinet derrière la bibliothèque. Quand ils y arrivent, Miles entend les cris de quelqu'un qui est décédé. Richard dit qu'il s'agit de la fille de Ben, Alex, enterrée après leur départ. Ils obtiennent le C4, mais quand ils sortent, ils sont confrontés à Widmore et Zoe. Widmore dit qu'il a besoin d'une cachette, car le monstre va venir. Miles décide de les quitter et fuit dans la jungle. Il retrouve par la suite Richard qui lui dit qu'il doivent terminer ce qu'ils ont commencé en détruisant l'avion. Miles et Richard se rendent alors en pirogue vers l'île de l'Hydre et retrouvent Frank Lapidus dans l'eau, qui a survécu à l'explosion du sous-marin de Widmore. Frank propose d'utiliser l'avion pour quitter l'île avant l'arrivée de l'homme en noir ce que Miles et Richard acceptent. Après avoir réparé l'avion, ils sont rejoints par Kate, Sawyer et Claire et parviennent à quitter l'île.

### Réalité alternative
Dans la réalité alternative où le vol Oceanic 815 ne s'est pas écrasé sur l'île, Miles est un officier de la police de Los Angeles avec son partenaire, James Ford. Un commentaire de Miles indique que son père est encore vivant dans cette réalité, et travaille dans un musée avec Charlotte. Plus tard, il découvre que son partenaire n'est pas allé à Palm Springs, comme il l'avait dit, mais s'est rendu en Australie. Lorsque Miles exige des réponses, Sawyer lui dit la vérité sur Anthony Cooper et son escroquerie quand ils sont percutés par la voiture de Kate, qu'ils arrêtent. 
Plus tard, après avoir reçu une cassette de surveillance montrant Sayid quittant la scène d'un crime, Miles en informe Sawyer et ensemble, l'arrêtent également.